# Vận mệnh hiển nhiên

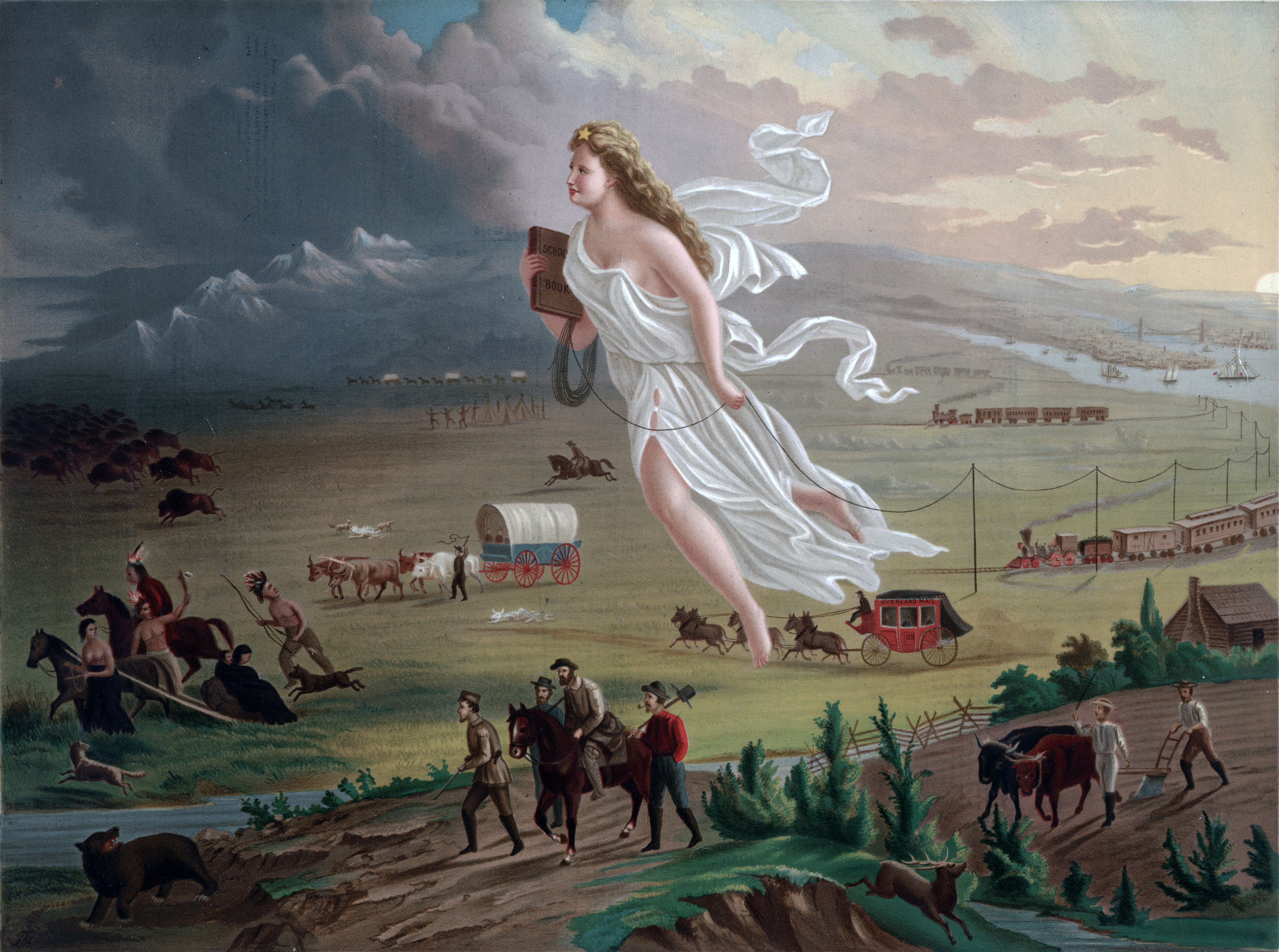
Bức tranh này (khoảng năm 1872) do John Gast vẽ có tên American Progress là một sự miêu tả mang tính biểu tượng về khái niệm Vận mệnh hiển nhiên. Trong hình là nàng Columbia, một hình tượng được nhân cách hóa như là Hoa Kỳ, dẫn dắt nền văn minh đi về phía tây cùng với những người định cư Mỹ, tay căng đường dây điện báo khi nàng du hành; nàng cũng có ôm một quyển sách học trò. Các hoạt động kinh tế khác nhau của những người đi tiên phong được tô rõ nét và, đặc biệt là những hình thức giao thông đang biến đổi. Người bản thổ Mỹ cùng thú hoang bỏ chạy.

Vận mệnh hiển nhiên (tiếng Anh: Manifest Destiny) là một niềm tin rằng Hoa Kỳ có vận mệnh mở rộng lãnh thổ từ duyên hải Đại Tây Dương đến Thái Bình Dương. Khái niệm này cũng được sử dụng để hô hào và biện hộ cho việc thu phục các lãnh thổ khác. Những người cổ vũ cho khái niệm "Vận mệnh hiển nhiên" tin rằng mở rộng lãnh thổ không chỉ tốt đẹp mà còn là "hiển nhiên" và là "vận mệnh". Ban đầu, "Manifest Destiny" là một câu có tính cách thời thế chính trị trong thế kỷ 19 nhưng dần dần nó trở thành thuật ngữ chuẩn lịch sử, thường được dùng như đồng nghĩa với việc mở rộng lãnh thổ của Hoa Kỳ khắp lục địa Bắc Mỹ.
Thuật ngữ này đầu tiên được các đảng viên Đảng Dân chủ Jackson sử dụng lần đầu vào thập niên 1840 để cổ vũ việc sáp nhập nhiều vùng đất mà ngày nay là miền Tây Hoa Kỳ (Lãnh thổ Oregon, Cộng hòa Texas, và Nhượng địa Mexico). Nó được làm sống lại vào thập niên 1890, lần này là do những người ủng hộ Đảng Cộng hòa dùng như lời bào chữa cho việc mở rộng lãnh thổ Hoa Kỳ bên ngoài Bắc Mỹ. Thuật ngữ này không được những nhà làm chính sách của Hoa Kỳ sử dụng trong đầu thế kỷ 20 nhưng một số nhà bình luận tin rằng một số khía cạnh của Vận mệnh hiển nhiên, đặc biệt là niềm tin về một sứ mệnh của người Mỹ là làm thăng tiến và bảo vệ nền dân chủ khắp thế giới, tiếp tục có một ảnh hưởng đến ý thức hệ chính trị của người Mỹ.

## Văn cảnh và cách diễn giải

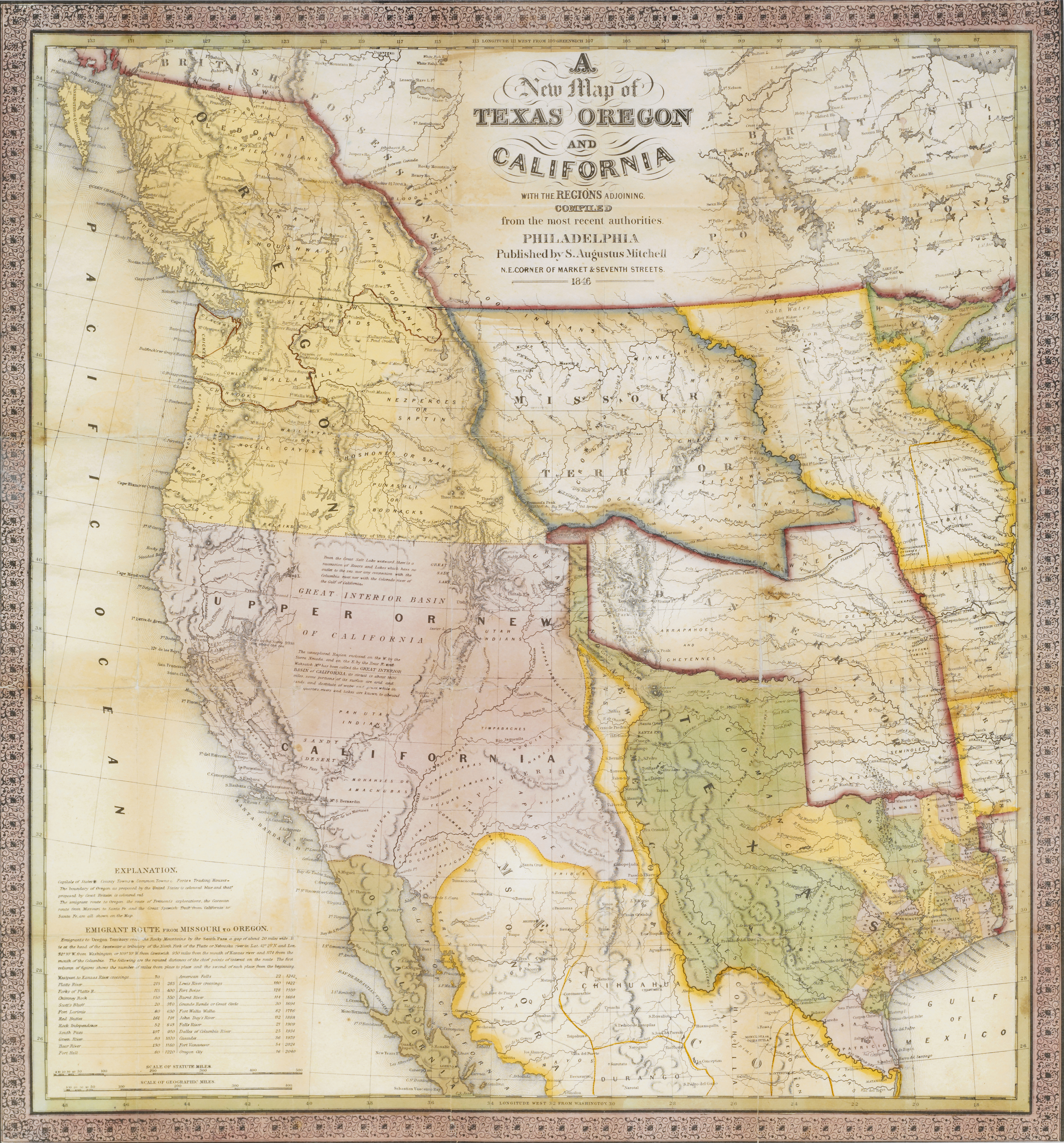
A New Map of Texas, Oregon, and California, Samuel Augustus Mitchell, 1846

Vận mệnh hiển nhiên luôn là một khái niệm tổng quát hơn là một chính sách đặc biệt. Thuật ngữ này kết hợp niềm tin của Chủ nghĩa bành trướng với những ý tưởng thông thường khác của thời đại đó, bao gồm Chủ nghĩa cá biệt Mỹ, Chủ nghĩa quốc gia hão huyền, và một niềm tin về tính siêu việt tự nhiên của cái gọi là chủng tộc "Anglo-Saxon"...
Tuy nhiều nhà văn tập trung chủ yếu vào chủ nghĩa bành trướng Mỹ khi thảo luận về vận mệnh hiển nhiên, song những người khác thấy thuật ngữ này có một sự diễn đạt rộng hơn về một niềm tin trong "sứ mệnh" của Mỹ trên thế giới mà có ý nghĩa khác nhau đối với các dân tộc khác nhau theo năm tháng. Nhiều ý nghĩa khả dĩ đã được Ernest Lee Tuveson đúc kết như sau:
Một sự phức tạp rộng lớn gồm các ý tưởng, chính sách, và hành động được ẩn ý trong thuật ngữ 'Vận mệnh hiển nhiên' này. Chúng không phải như chúng ta trông mong là đồng nghĩa với nhau và cũng không có cùng một nguồn gốc. 
Khái niệm về Vận mệnh hiển nhiên đã đạt được một tầm mức phức tạp về ý nghĩa theo năm tháng, và sự mơ hồ cố hữu của nó đã là một phần sức mạnh của nó. Tuy nhiên trong ý nghĩa chính trị chung thì nó thường được dùng để ám chỉ đến ý tưởng rằng chính phủ Mỹ có "vận mệnh" thiết lập quyền lực chính trị không ngưng nghĩ trên toàn lục địa Bắc Mỹ từ đại dương này sang đại dương bên kia.

## Nguồn gốc

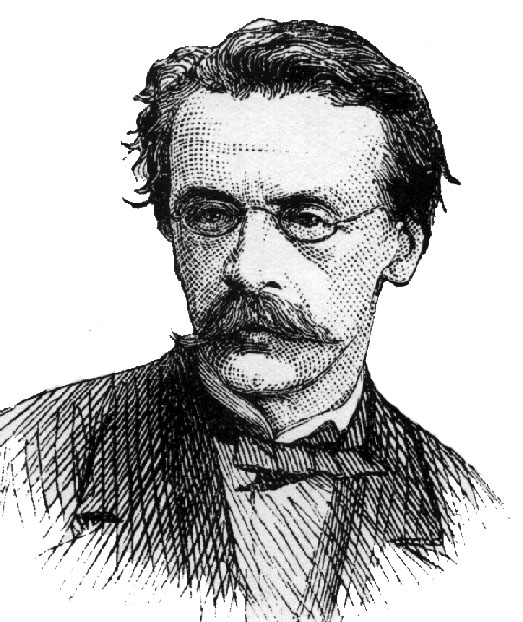
John L. O'Sullivan, được họa vào năm 1874, là một nhà bình luận có ảnh hưởng khi còn là thanh niên, nhưng giờ đây chỉ được nhớ đến vì việc ông sử dụng thuật ngữ "Vận mệnh hiển nhiên" để hô hào sáp nhập Texas và Oregon.

## Tác động đối với sự mở rộng lục địa

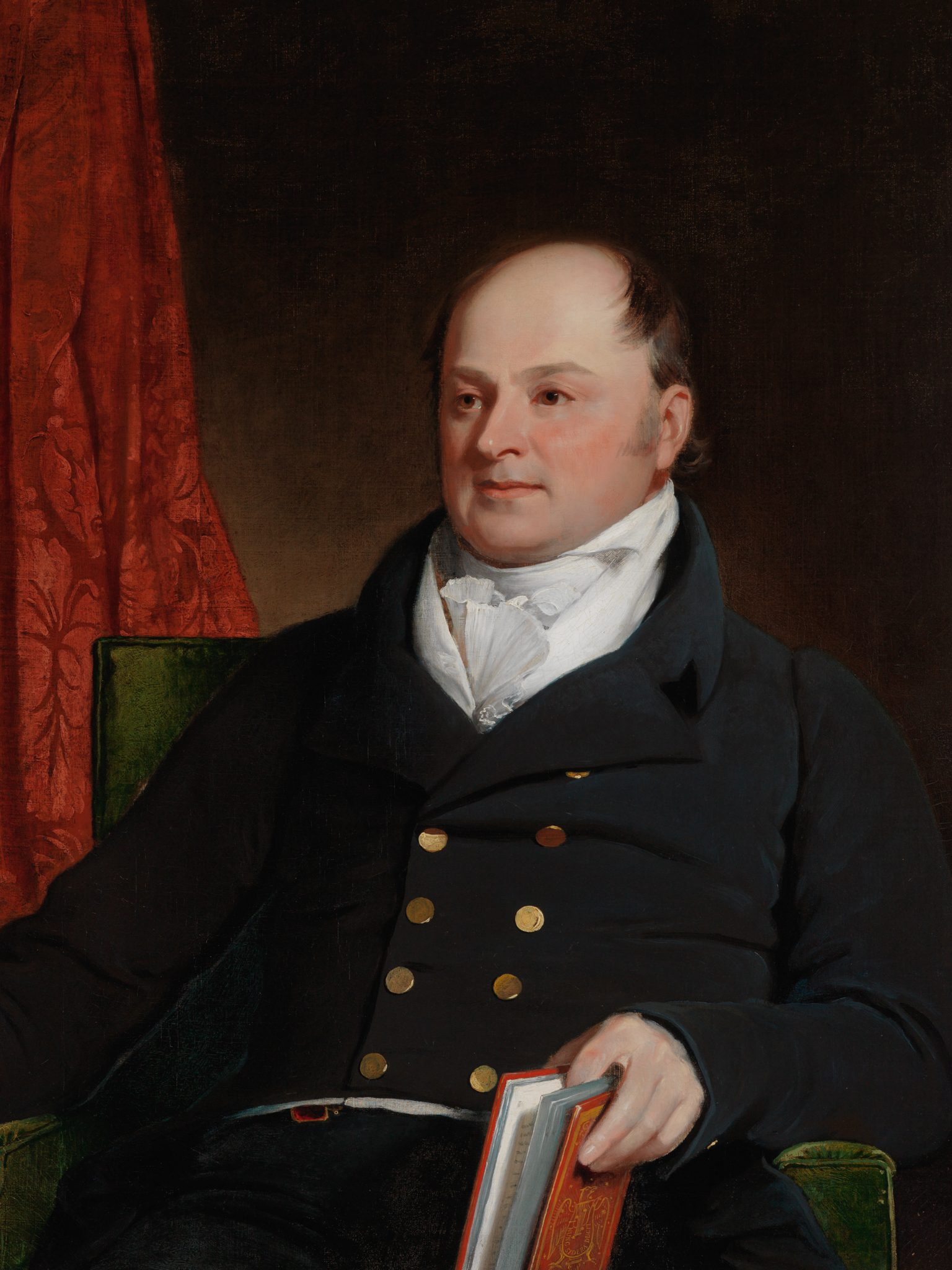
John Quincy Adams, họa phẩm năm 1816 của Charles Robert Leslie, là một người ủng hộ chủ nghĩa lục địa từ những ngày đầu. Cuối đời, ông bất chợt hối hận vì vai trò của ông trong việc giúp chế độ nô lệ tràn lan, và sau đó trở thành người dẫn đầu phản đối việc sáp nhập Texas.

#### "Cả Oregon"

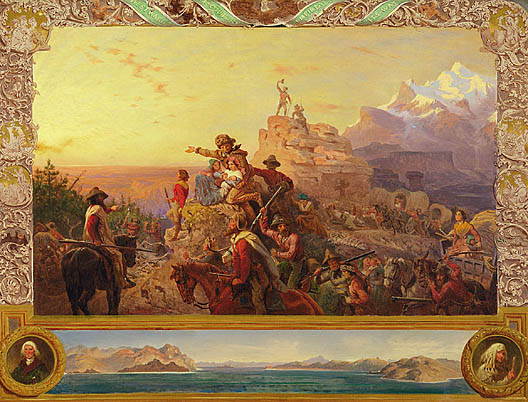
Việc mở rộng lãnh thổ về phía tây của người Mỹ được lý tưởng hóa trong bức tranh họa nổi tiếng của Emanuel Leutze Westward the Course of Empire Takes its Way (1861). Tên của bức họa có nguồn gốc từ một bài thơ năm 1726 của Bishop Berkeley là thuật ngữ thường được trích dẫn trong thời đại Vận mệnh hiển nhiên nhằm nói lên một niềm tin rằng nền văn minh dần dần di chuyển về hướng tây suốt lịch sử. (đọc thêm bằng tiếng Anh)

### Gây loạn ở phía nam

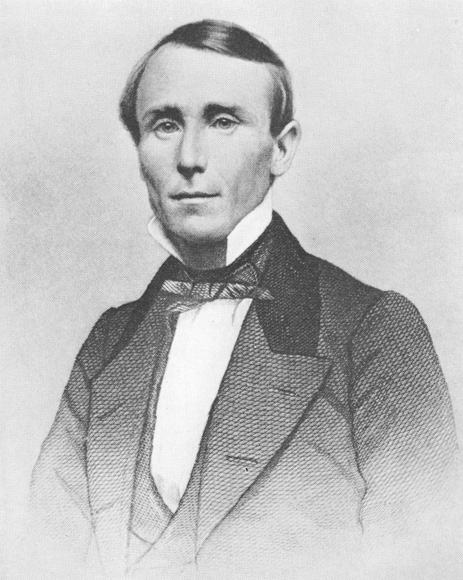
Người gây loạn tên William Walker đã tiến hành một số cuộc viễn chinh vào châu Mỹ Latinh. Khoảng một thời gian, ông cai trị Nicaragua mặc dù sau cùng ông bị Hải quân Hoa Kỳ bắt được và gởi trả ông về Hoa Kỳ. Năm 1860, ông bị bắt và bị hành quyết tại Honduras.